# Ga Cầu Nhò
Ga Cầu Nhò là một nhà ga xe lửa tại huyện Bảo Thắng, tỉnh Lào Cai. Nhà ga là một điểm của đường sắt Hà Nội - Lào Cai và nối với ga Thái Văn với ga Phố Lu.